# ناتاشا بيكر
ناتاشا بيكر (بالإنجليزية: Natasha Baker)‏ هي فارسة سباق بريطانية، ولدت في 30 ديسمبر 1989.

## روابط خارجية
- ناتاشا بيكر على موقع الاتحاد الدولي للفروسية (الإنجليزية)
- ناتاشا بيكر على موقع FEI (رابط بديل) (الإنجليزية)
- ناتاشا بيكر على موقع Paralympic.org (الإنجليزية)
- ناتاشا بيكر على موقع اللجنة البارالمبية البريطانية (الإنجليزية)